# Мартино, Роберт Брайтуэйт
Ро́берт Бра́йтуэйт Ма́ртино (англ. Robert Braithwaite Martineau, 19 января 1826 — 13 февраля 1869) — английский живописец.
Мартино родился в Лондоне. Был сыном Элизабет Бэтти и Филипа Мартино, судебного распорядителя канцлерского суда. Он был внуком врача Роберта Бэтти (1763–1849). Изучал право, а затем поступил в Королевскую Академию художеств, где был награждён серебряной медалью. С 1851 года он был учеником художника-прерафаэлита Уильяма Холмана Ханта, с которым также работал в одной студии и поддерживал дружеские отношения. Между 1852 и 1867 годами Мартино выставил 11 работ в Королевской академии, включая портреты и жанровые сцены: «Last Chapter» (1863), «Kit's Writing Lesson» (1852), «Katherine and Petruchio» (1855).
Он женился на Марии Уилер (англ. Maria Wheeler), стал отцом двоих детей. Умер в 43 года. Мартино был похоронен на Кладбище Всех Душ.
Его наиболее известная картина, выставленная в галерее Тейт, называется «The Last Day in the Old Home» (англ. Последние дни в старом доме). Другие работы были завещаны его дочерью в Музей Ашмола в Оксфорде и Художественной галерее Ливерпуля.
Полагают, что он изображён на картине Брауна «Труд» — мужчина на лошади, который едет на заднем плане.